# Лазери надкоротких імпульсів
Лазери надкоротких (гранично коротких) імпульсів, лазери УКІ (ГКІ), фемтосекундні лазери — оптичні квантові генератори, здатні генерувати імпульси лазерного випромінювання, які містять досить мале число коливань оптичного поля.
В загальному випадку ультракороткими лазерними імпульсами можна вважати імпульси, коротші від 100 пікосекунд. Однак, з точки зору створення нових лазерних систем, актуальні дослідження в галузі створення імпульсів, коротших від 1 пікосекунди, оскільки тривалість імпульсу близько 50 пікосекунд може бути вже досягнута з застосуванням відносно дешевих систем на основі лазерних діодів.
Лазери ультракоротких імпульсів, що існують, досягли тривалості близько 5 фемтосекунд. Є повідомлення про створення експериментальних систем з аттосекундною тривалістю імпульсу.

## Загальні відомості
Характерні риси:
1. мала тривалість імпульсу (вектор електричної індукції встигає змінити своє значення лише кілька разів за час тривалості імпульсу);
2. висока середня інтенсивність під час дії імпульсу (завдяки малій тривалості);
3. широкий спектр випромінювання (діапазон довжини хвилі від одиниць до сотень нанометрів);
4. висока часова когерентність (послідовності імпульсів);
5. висока просторова когерентність.

## Принцип дії
Принцип дії лазерів УКІ ґрунтується на синхронізації мод у лазерному резонаторі. Існує два можливі сценарії генерації УКІ. В одному варіанті генерація починається відразу у всіх модах з випадковою фазою й інтенсивністю, а потім відбувається відсів, внаслідок якого всі моди стають жорстко пов'язаними (в резонаторі залишаються тільки моди з певними частотами й інтенсивностями), таким чином в резонаторі залишається тільки один імпульс з дуже короткою тривалістю. Другий варіант — генерація починається на одній моді, але потім, внаслідок міжмодової взаємодії, генерація збуджується і на інших модах з необхідною різницею фаз і відносною інтенсивністю, після чого картина стає такою ж, як і в першому випадку. Формування імпульсу зазвичай відбувається за 10 проходів резонатора. Ще за 10-20 проходів відбувається процес укорочення і посилення імпульсів і врешті решт виходять стабільні УКІ. В процесі вкорочення і підсилення імпульсів величезне значення мають нелінійні процеси. Так передній фронт стає більш крутим після проходження просвітного поглинача (або внаслідок самофокусування (лінза Керра) в активному середовищі і виділення тільки «інтенсивної» частини імпульсу). Задній фронт коротшає внаслідок того, що інверсія населеності не встигає відновитися за той час поки імпульс проходить через активне середовище. Для того щоб процеси посилення й укорочення імпульсу були найбільш ефективними, необхідно вибирати якомога тонші активні середовища, а потужність нагнітання більшою (але не виходячи за межі стабільної генерації імпульсів).
Існує активна і пасивна синхронізація мод. В разі активної синхронізації мод потрібен спеціальний пристрій, який буде безпосередньо синхронізувати моди (синхронне накачування, або спеціальний модулятор в режимі модуляції добротності — Q-модуляції), тоді як за пасивної синхронізації це відбувається автоматично через особливості конструкції. Лазери з активною синхронізацією сьогодні вже практично не використовуються через складність виготовлення пристроїв синхронізації. Лазери з пасивною синхронізацією мають два пороги генерації. Перший — цілком звичайний, за накачування, яке перевищує перший поріг, лазер УКІ працює як звичайний перебудовний лазер. За перевищення потужності накачування другого порога створюються сприятливі умови для формування УКІ, однак для початку генерації може знадобитися додатковий вплив, наприклад швидкий рух або поштовх компенсатора ДГШ (дисперсії групових швидкостей), зазвичай це необхідно для появи шумового викиду, з якого далі буде розвиватися послідовність УКІ.
Згідно з перетворенням Фур'є, імпульс тривалістю {\displaystyle t} повинен мати ширину спектру {\displaystyle \Delta \nu } не менше {\displaystyle t^{-1},} тому необхідною умовою для генерації надкоротких імпульсів є використання активного середовища із достатньо широкою смугою підсилення. Другою необхідною умовою є висока швидкість накачування, для чого необхідна її висока інтенсивність. Таке накачування може бути реалізоване за фокусування лазера неперервної дії у крапку з достатньо малими розмірами. Для цього потрібно, щоб накачуючий лазер працював у режимі однієї поперечної моди, довжина хвилі якої повинна попадати у смугу накачування активного середовища. 
У твердих лазерах використовуються головним чином вібронні кристали із широкими смугами поглинання та підсилення ({\displaystyle \mathrm {Ti^{3+}:Al_{2}O_{3}} }, {\displaystyle \mathrm {Cr^{3+}:LiCaAlF^{6}} }, {\displaystyle \mathrm {Cr^{3+}:LiSrAlF_{6}} }, {\displaystyle \mathrm {Cr^{3+}:LiSrGaF_{6}} }, {\displaystyle \mathrm {Cr^{4+}:Mg_{2}SiO_{4}} }, {\displaystyle \mathrm {Cr^{4+}:YAG} })

## Деякі популярні конструкції

### Титан-сапфіровий лазер
Найпопулярніші сьогодні[коли?] лазери на основі титан-сапфіра з керрівською лінзою (3-го покоління) і волоконні лазери з діодним накачуванням (4-го покоління). Перші використовуються переважно в лабораторних умовах і дозволяють отримувати більшу енергію імпульсу; другі, більш компактні й економічні, активно використовуються в прикладних цілях (наприклад у телекомунікації). Основна частина лазера УКІ, втім як і будь-якого іншого, це резонатор з активним середовищем. На відміну від інших лазерів активне середовище повинне мати достатнє посилення в широкій спектральній області. Для лазерів третього покоління характерна дворезонаторна схема: 
На малюнку  зображена типова конструкція лазера третього покоління — лазера на Ti: сапфірі з пасивною синхронізацією мод завдяки керрівській лінзі.  Дана конструкція була встановлена в лабораторії молекулярної фотохімії Казанського Фізико-Технічного Інституту ім. Е. К. Завойського [Архівовано 23 лютого 2010 у Wayback Machine.]. На цій установці були отримані послідовності імпульсів УКІ тривалістю 50-60 фс і частотою проходження 80 МГц, з центром імпульсу в діапазоні 780—800 нм і напівшириною близько 20 нм. На установках подібного типу в інших лабораторіях отримано імпульси тривалістю до 5,4 фс (менше двох періодів світлової хвилі).
На даній фотографії видно всі основні елементи лазера УКІ:
1. Вихід лазера накачування. Як лазер накачування використовується аргоновий лазер.
2. Плоске дзеркало.
3. Друге плоске дзеркало
4. Лінза
5. Прозоре (для випромінювання накачування) дзеркало внутрішнього резонатора (увігнуте).
6. Глухе дзеркало внутрішнього резонатора (увігнуте).
7. Активне середовище (Ti: сапфір).
8. Перша призма компенсатора ДГС[ru] (дисперсії групової швидкості).
9. Друга призма компенсатора ДГШ .
10. Діафрагма (елемент перебудови довжини хвилі).
11. Глухе дзеркало зовнішнього резонатора (плоске).
12. Напівпрозоре дзеркало зовнішнього резонатора (плоске).

Слід зауважити, що вся оптика, яка застосовується в нелінійній оптиці, обов'язково просвітлена. А замість звичайних металевих дзеркал застосовуються діелектричні. Крім того, для досягнення якомога коротших імпульсів застосовують спеціальні, так звані «Чирпувальні» дзеркала.

#### Робота лазера
Спершу вмикається лазер накачування, і потужність підвищується до порога генерації (точніше трохи вище першого порога, але генерації УКІ поки немає). Якщо необхідно, юстуются дзеркала для отримання максимуму інтенсивності лазерного випромінювання. Якщо проводилося переналаштування за довжиною хвилі, то це обов'язкова процедура. Для початку генерації УКІ необхідний невеликий поштовх основи призми 8 або 9 для того, щоб створити деякі флуктуаційні викиди. Тривалість цих флуктуаційних викидів на початковому етапі обернено пропорційна до ширини лінії посилення (що зазвичай лежить в ділянці 10−13 с). Після однієї-двох тисяч проходів тривалість зазвичай зростає до 10−11 с внаслідок більшого посилення мод розташованих у центрі лінії посилення, однак після однієї-двох тисяч проходів найбільший флуктуаційний викид досягає такої інтенсивності, що помітну роль у його поведінці чинять нелінійні ефекти, а саме зміна коефіцієнта заломлення і самофокусування в кристалі Ti: сапфіру. Завдяки самофокусуванню (нелінійний ефект Керра), цей флуктуаційний викид зазнає менших втрат у внутрішньому резонаторі (оскільки він краще сфокусований), таким чином він посилюється краще за інші, а завдяки (відносно) великій інтенсивності, він зменшує інверсію населеності, і менш інтенсивні викиди виявляються нижчими від порогу посилення.
Коли інтенсивність вже майже сформованого ультракороткого імпульсу досягає такого значення, що більша частина інверсії населеності знімається за час проходження цього імпульсу через підсилювач, лазер виходить на стабільний моноімпульсний режим роботи (тобто в резонаторі за один момент часу може знаходитися тільки один імпульс), що відповідає частоті повторення імпульсів близько 100 МГц (за довжини зовнішнього резонатора (дзеркала під номерами 11-12 на фотографії) близько 1 метра).
Слід зазначити, що важливу роль у цій конструкції відіграє призмовий компенсатор ДГШ (8-9). Під час поширення імпульсу через середовище він зазнає спотворень, пов'язаних з тим, що дисперсія (коефіцієнт заломлення) для різних довжин хвиль різна (це називається дисперсією групової швидкості або дисперсією другого порядку). Інтенсивність імпульсу настільки велика, що під час поширення через середовище починають відігравати роль дисперсія третього, а іноді й більш високих порядків. Щоб скорегувати ці спотворення (щоб імпульс не «розпливався» в часі, або іншими словами щоб компенсувати «чірп») ставлять або спеціальний компенсатор (пару дифракційних решіток або призм) або використовують спеціальні «чирпувальні» дзеркала.
Компенсатор ДГШ діє таким чином. Імпульс після призми 8 розкладається у спектр. Після призми 9 паралельний пучок світла («червоний» промінь ближче до спостерігача) проходить через діафрагму 10 і відбивається від глухого дзеркала 11. У зворотному напрямку від призми 8 йде вже скомпенсований (за рахунок різної довжини оптичного шляху) імпульс. Переміщаючи діафрагму і змінюючи її ширину, можна регулювати довжину хвилі і тривалість імпульсу відповідно. Зміна ширини спектра відповідає зміні тривалості, оскільки імпульс у такому лазері виходить спектрально обмеженим, тобто таким у якого півширина обернено пропорційна тривалості.
Тривалість імпульсу дуже залежить від товщини кристала Ti: сапфіру — що тонший кристал, то коротший імпульс. Істотну роль грає також компенсатор ДГШ: якщо імпульс буде чирпований (тобто частота несної буде змінюватися за час дії імпульсу), то його тривалість буде більшою. На роботу лазера також істотно впливають налаштування (юстування положення елементів) лазера, стабільність лазера накачування і його параметри (переважно потужність). Основна проблема з якою доводиться постійно боротися в такій конструкції лазера — теплова нестабільність. Якщо лазер накачування і активне середовище стабілізується системою охолодження (проточною водою), то стабілізувати сам резонатор досить важко — залежно від температури оптична довжина резонатора змінюється, і лазер треба налаштовувати заново. Для втрати генерації досить невеликих флуктуацій — можна просто «здути» імпульси, які не дуже сильно подувши на резонатор.
У нелінійній оптиці зазвичай застосовують діелектричні дзеркала. Це такі дзеркала, які отримують шляхом напилення декількох шарів діелектричних матеріалів із заданим показником заломлення і товщиною шару. Таке дзеркало відбиває світло значно краще ніж металеве. Однак у таких дзеркал є недоліки. Зазвичай діелектричне дзеркало розраховують так, щоб максимальний коефіцієнт відбиття був для вузького спектрального діапазону і для вузького діапазону кутів падіння. В інших діапазонах спектру і кутів падіння таке дзеркало відбиває значно гірше.
Ключовими для налаштування і перебудови за довжиною хвилі є положення дзеркала 6, діафрагми і призм. Налаштування лазера на генерацію фемтосекундних імпульсів проводиться переміщенням дзеркала 6. У міру необхідності змінюється положення призм 8 і 7. Перебудова за довжиною хвилі здійснюється переміщенням діафрагми.

## Підсилювач надкоротких імпульсів
Для підсилення надкоротких імпульсів застосовують спеціальну техніку під назвою підсилення чирпованих імпульсів. Оскільки велике підсилення надкороткого імпульсу призведе до пошкодження оптичних елементів, то перед підсиленням імпульс «розтягують» у часі, а після підсилення «стискають». Для тераваттних і петаватних лазерів під час підсилення лазерний пучок збільшують у діаметрі за допомогою телескопа (наприклад за допомогою двох збільшувальних лінз, одна у фокусі іншої).
Для «розтягування» імпульсу в часі застосовують конструкцію з двох дифракційних ґраток, яка виробляє таку фазову модуляцію (чирп), що тривалість імпульсу зростає в 10 і більше разів.

## Контроль і вимірювання надкоротких імпульсів
За тривалості лазерних імпульсів менше 10−12 с звичайні опто-електронні (наприклад, реєстрація сигналу фотодіода за допомогою осцилографа) методи реєстрації вже не годяться. Тому для реєстрації фемтосекундних імпульсів використовують оптичні методи, такі, як автокореляція, генерування другої гармоніки тощо. В останнє десятиліття[прояснити] набули поширення такі методи, як FROG (Frequency-Resolved Optical Gating) і SPIDER (Spectral Phase Interferometry for Direct Electric-field Reconstruction).

## Історія розвитку лазерів УКІ

### 1-е покоління
Лазер з використанням модуляції добротності і внутрішньорезонаторного просвітлюваного поглинача.

### 2-е покоління
Лазери на барвниках (з використанням просвітлюваного поглинача і кільцевого резонатора)

### 3-є покоління
Лазери на вібронних кристалах з керрівською лінзою.

### 4-е покоління
Волоконні лазери з діодним накачуванням .

### 5-е покоління
Хвилевідні лазери.

## Застосування
1. Нелінійна оптика (генерування високих гармонік оптичного лазерного випромінювання)
2. Генерування когерентного вакуумного ультрафіолетового і м'якого рентгенівського випромінювання
3. Генерування аттосекундних імпульсів, отримання надкоротких імпульсів у різних діапазонах довжин хвиль і надкоротких імпульсів частинок
4. Генерування суперконтинууму (так званий білий лазер)
5. Генерування когерентного терагерцовового випромінювання
6. Прискорення електронів нелінійними плазмовими хвилями до енергій порядку декількох ГеВ
7. Високотемпературне фотонне відлуння і луна-процесори, дослідження швидкоплинних процесів, фемтохімія, прецизійна спектроскопія, оптичні стандарти частоти, ініціювання фотоядерних реакцій
8. Оптична томографія і мікроскопія, прецизійна обробка матеріалів, досліди з нелінійної квантової електродинаміки (зокрема й релятивістська взаємодія випромінювання з речовиною)
9. Лазерний гіроскоп
10. Телекомунікації (передавання великих обсягів даних)
11. Офтальмологічні операції
12. Часо-розділена фотолюмінесцентна спектроскопія